# Убийство на «Ждановской» (фильм)
«Уби́йство на „Жда́новской“» — российский кинофильм 1992 года режиссёра Суламбека Мамилова, политический детектив, основанный на реальных обстоятельствах произошедшего 26 декабря 1980 года убийства заместителя начальника секретариата КГБ СССР майора Вячеслава Афанасьева.

## Сюжет
Возвращающегося поздно вечером офицера КГБ в штатском на станции метро «Ждановская» задерживает милицейский патруль. Офицера, который начал активно возмущаться произволом, заводят в дежурную комнату милиции и наносят тяжкие увечья. После этого милиционеры добивают жертву, а труп вывозят за город и выбрасывают. После обнаружения трупа расследование передают в Прокуратуру СССР, где дело поручают опытному следователю Глебу Ярину и его молодому напарнику Андрею Свиягину. Вскоре они оказываются вовлечены в противостояние двух непримиримых соперников — КГБ и МВД. Высшее милицейское руководство намерено любыми способами замять скандал конфликта между силовыми ведомствами. Со стороны высших чинов МВД СССР оказывается давление на следователей, старшему следователю КГБ СССР обеспечивает охрану. В это же время представители КГБ угрожают компроматом министру МВД, после чего руководство МВД и КГБ решают договориться между собой, а дело закрыть. В результате оказывается убит при задержании один из главных подозреваемых, начальник отделения милиции. Молодой следователь погибает, неудовлетворённый принятым решением руководства Прокуратуры о закрытии дела и обуреваемый желанием опубликовать копию уголовного дела за границей.

## В ролях
- Иван Бортник — Глеб Сергеевич Ярин (прототип — следователь Владимир Калиниченко)
- Александр Мартынов — Олег Дмитриевич Кравец, полковник КГБ СССР
- Юрий Маляров — Анохин, майор КГБ СССР (прототип — замначальника секретариата КГБ СССР майор госбезопасности В. В. Афанасьев)
- Вадим Захарченко — Юрий Андропов, председатель КГБ СССР
- Владимир Земляникин — Николай Щёлоков, министр внутренних дел СССР
- Борис Новиков — Митрич, сосед Яриных
- Владимир Ивашов — Виктор Васильевич, работник прокуратуры, начальник Ярина
- Раиса Рязанова — Елена, жена Ярина
- Антон Голышев — Андрей Викторович Свиягин, помощник Ярина
- Люсьена Овчинникова — Ирина Евгеньевна Сергиенко, дежурная на станции «Ждановская»
- Игорь Тарадайкин — Николай Гущин, старший лейтенант милиции, начальник отдела милиции на станции «Ждановская» (прототип — Николай Рассохин)
- Анатолий Бородин — Цыкин, майор милиции (прототип — начальник линейного отделения № 5 майор милиции Барышев)
- Сергей Бачурский — Сиротин, сержант милиции

## Художественные особенности
- Фильм основан на реальных событиях, происходивших в Москве в 1980 году, и поставлен по мотивам одноимённой книги Владимира Калиниченко, занимавшего с 1979 по 1982 годы пост руководителя следственной бригады прокуратуры СССР.
- Владимир Калиниченко во время съёмок фильма был консультантом съёмочной группы и стал прототипом одного из персонажей — следователя Глеба Ярина[1].
- Настоящая фамилия погибшего майора КГБ — Афанасьев — в фильме была заменена на Анохин[1]. Также изменены некоторые другие обстоятельства дела, в частности, время, когда произошёл инцидент — (сентябрь вместо декабря).
- В середине фильма Ярин слушает по телевидению выступление Брежнева на предвыборном собрании в Бауманском районе Москвы, которое состоялось 22 февраля 1980 года[2], ещё до убийства на «Ждановской».